# Josef Anselm Pangkofer
Josef oder Joseph Anselm Pangkofer (auch Joseph Anton Pangkofer; * 21. Juli 1804 in Riedenburg, Altmühlkreis; † 15. September 1854 in München) war ein deutscher Mundartdichter.

## Leben
Pangkofer war Sohn eines Patrimonialgerichtshalters. Er absolvierte das Amberger Gymnasium, ging anschließend an die Universität Landshut und wechselte mit dieser nach München. Er studierte Rechtswissenschaft und widmete sich darüber hinaus weiteren wissenschaftlichen und künstlerischen Fächern. In seine Studienzeit fiel die Veröffentlichung seines ersten Gedichtbandes. Seine Studien schloss er mit der Promotion zum Dr. phil. ab.
Pangkofer folgte seinem Vater als Ökonomie- und Rentverwalter für das kaisersteinsche Gut Hexenagger. 1837 zog er sich als Privatier nach Regensburg zurück. Dort war er Redakteur des Regensburger Tagblatts und der Regensburger Zeitung. Nach einigen Jahren in Regensburg zog er nach München. Dort starb er an der Cholera.
Pangkofer war Mitglied und Sekretär des Historischen Vereins für Oberpfalz und Regensburg, Ehrenmitglied des Historischen Vereins von Unterfranken und Aschaffenburg, ordentliches Mitglied der Königlich Bayerischen Botanischen Gesellschaft zu Regensburg und vieler weiterer Vereine und Gesellschaften. Seine 1854 gegründete Monatsschrift Deutschlands Mundarten wurde von Georg Karl Frommann fortgeführt. Er galt als Mittelpunkt des Poetenvereins an der Isar in münchen und war zeitweise Vorsitzender des liberalen Vereins für deutsche Einheit und gesetzliche Freiheit in Regensburg.

## Werke (Auswahl)
- Krystalle: Poesieen, Michanlis, München 1827.
- Ratisbona in alter und neuer Gestalt, Regensburg 1838.
- Gedichte in hochdeutscher und altbayerischer Mundart, Pustet, Regensburg 1842.
- Walhalla, Pustet, Regensburg 1842.
- Gedichte in altbayerischer Mundart: mit grammatikalen und lexikalen Erläuterungen, Braun und Schneider, München 1845.
- Das Propyläum: Ein nächstkünftiges Pracht-Thor Münchens, Franz München 1851.
- Bavaria, Riesenstandbild aus Erz vor der Ruhmeshalle auf der Theresienwiese bei München, Franz, München 1854.
- Gedichte in altbayerischer Mundart: Neue Folge mit sechs Bildern, Ebner, Nürnberg 1854.